# بارتولومئو آیمو
بارتولومئو آیمو (ایتالیایی: Bartolomeo Aimo; ۲۴ سپتامبر ۱۸۸۹ – ۱ دسامبر ۱۹۷۰) دوچرخه‌سوار اهل ایتالیا بود. وی در مسابقات تور دو فرانس و جیرو دیتالیا شرکت کرده است.